# Isaac Sailmaker

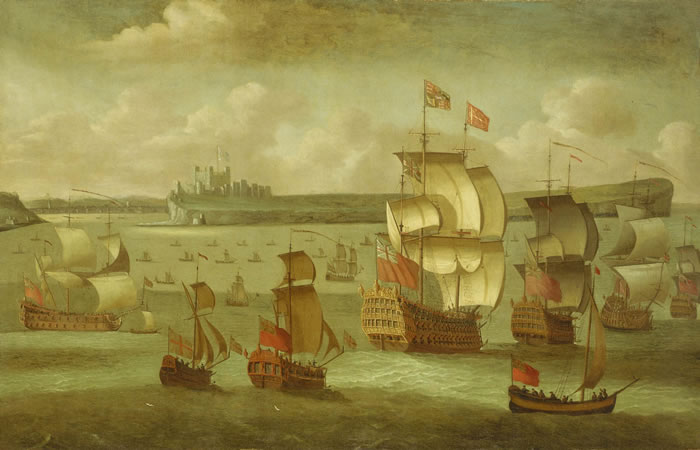
Óleo de Isaac Sailmaker (, National Maritime Museum)

Isaac Sailmaker (en neerlandés, Isaac Zeilmaker) fue un marino y pintor holandés nacido en Scheveningen en 1633 y muerto en Londres el 28 de junio de 1721. Fue a Londres a trabajar para George Geldorp y posteriormente para Oliver Cromwell. Es conocido por sus marinas y pinturas de faros. Su cuadro del faro de Eddystone es un excepcional testimonio de un edificio que ya no existe.